# عامر سعيد الشاطري
عامر سعيد الشاطري (مواليد 5 أبريل 1990) هو لاعب كرة قدم عماني يلعب مع نادي ظفار في دوري المحترفين العماني كلاعب وسط. تم اختياره لتمثيل عمان لأول مرة عام 2010. لعب أول مباراة دولية له مع عمان في 11 أغسطس 2010 خلال مباراة ودية ضد كازاخستان.

## روابط خارجية
- عامر سعيد الشاطري على موقع قاعدة بيانات كرة القدم.إي يو (الإنجليزية)
- عامر سعيد الشاطري على موقع ناشيونال فوتبول تيمز (الإنجليزية)
- عامر سعيد الشاطري على موقع Soccerway.com (الإنجليزية)
- عامر سعيد الشاطري على موقع كووورة